# Česká Cikánka

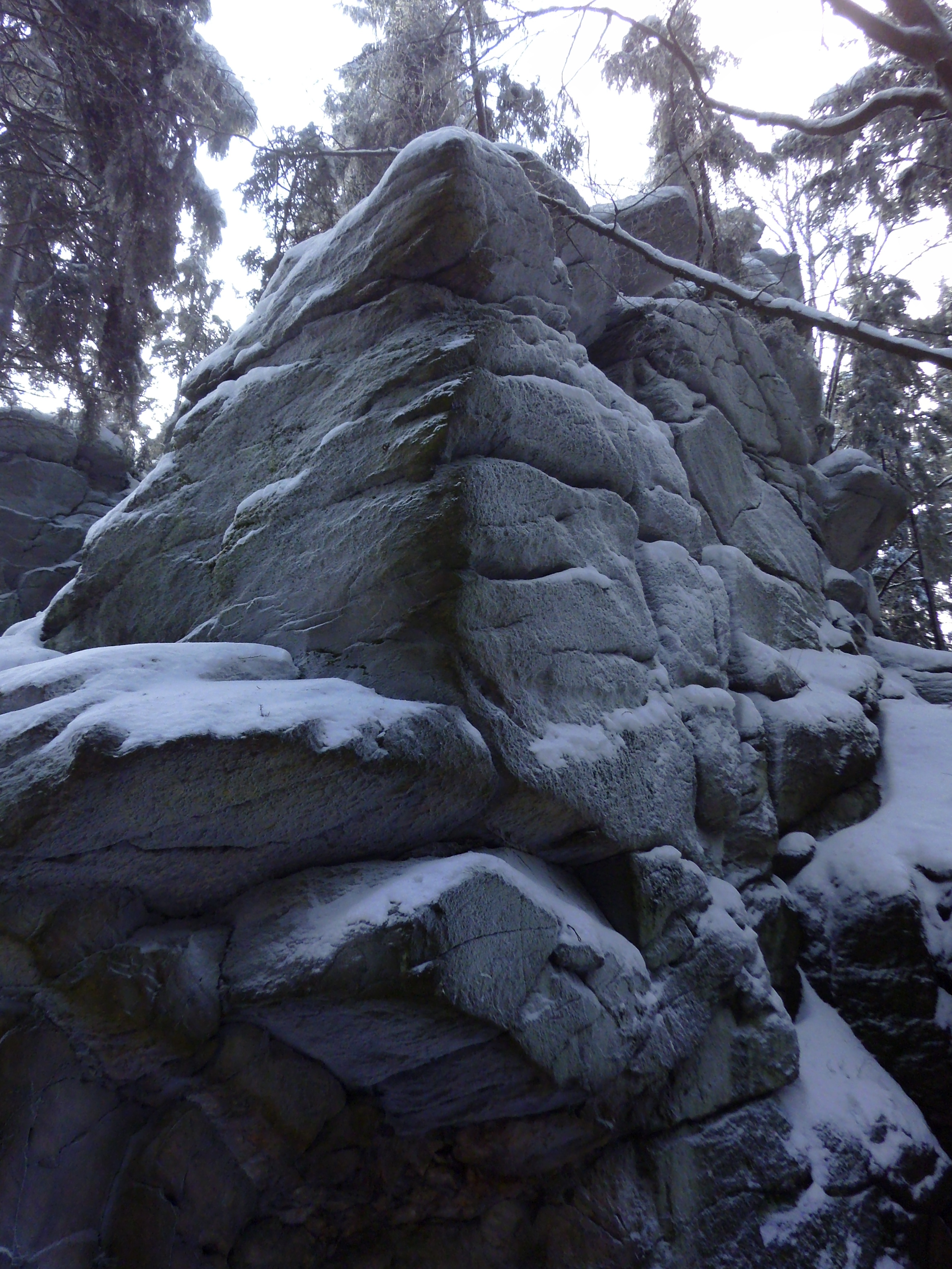
Zkamenělý zámek

Česká Cikánka (deutsch Böhmisch Cikan) ist ein Ortsteil der Stadt Svratka in Tschechien. Er liegt anderthalb Kilometer östlich von Svratka und gehört zum Okres Žďár nad Sázavou.

## Geographie
Česká Cikánka befindet sich im Zentrum der Saarer Berge am Fuße des Karlštejn (783 m n.m.) am linken Ufer der Svratka. Durch den Ort führt die Staatsstraße II/354 zwischen Svratka und Sněžné. Nordöstlich erhebt sich der Karlštejn, im Osten der Zkamenělý zámek (752 m n.m.), südöstlich die Milovské perníčky (757 m n.m.) und der Český kopec (711 m n.m.), im Süden der U Osla (709 m n.m.) sowie nordwestlich der Louckého kopec (701 m n.m.).
Nachbarorte sind Karlštejn und Damašek im Nordosten, Noviny und Pustá Rybná im Osten, Březiny und České Křižánky im Südosten, Cikanecká, Moravské Křižánky und Moravská Cikánka im Süden, Moravská Svratka und Svratka im Westen sowie Svratouch im Nordwesten.

## Geschichte
Der Lauf der Svratka (Schwarzawa) bildete hier die historische Grenze zwischen Böhmen und Mähren. 1717 ließ der Besitzer der Herrschaft Richenburg, Wenzel Albert Graf Kinsky in der Flur U Cikánky auf der böhmischen Seite des Flusses einen herrschaftlichen Eisenhammer anlegen. Der Volksüberlieferung nach soll an der Stelle vor langer Zeit eine Zigeunerin verstorben und begraben worden sein. Um das Hammerwerk, zu dem eine Schmelzhütte, eine Erzrösterei, ein Kohlhaus sowie eine Schenke an der mährischen Grenze gehörten, entstand eine Siedlung für die Hammer- und Hüttenleute. Um 1720 wurden auch gegenüber dem Wirtshaus auf der mährischen Seite einige Chaluppen errichtet – die gesamte Siedlung wurde Cikanka bzw.Zikankagenannt. Weitere Hüttenleute siedelten sich auf dem Karlstein an. Im Jahre 1801 ließ Philipp Joseph Graf Kinsky das Hammerwerk Cikanka stilllegen, die Gebäude pachtete 1804 Ignatz Fischer und ließ sie zu einer Papiermühle umbauen.
Im Jahre 1835 bestand das im Süden des Chrudimer Kreises gelegene Dominikaldorf Cykanka aus 21 Häusern, in denen 116 Personen lebten. Im Ort gab es eine Papierfabrik, eine Mühle mit Brettsäge sowie ein Wirtshaus an der Grenzbrücke über die Schwarzawa. Katholischer Pfarrort war Swratka, die Helvetianer waren nach Swratauch gepfarrt. Bis zur Mitte des 19. Jahrhunderts blieb Cykanka immer der Allodialherrschaft Richenburg untertänig.
Nach der Aufhebung der Patrimonialherrschaften bildete Cikánka/Cykanka ab 1850 einen Ortsteil der Gemeinde Swratauch im Gerichtsbezirk Hlinsko. Ab 1868 gehörte das Dorf zum Bezirk Chrudim. Nachdem die Papierfabrik 1896 durch einen Brand zerstört worden war, kaufte 1897 der Wiener Feilenhauer Rudolf Schmied die Gebäude und errichtete darin eine Feilenhauerei. Nach dem Ersten Weltkrieg wurde das Unternehmen als Feilenfabrik Vambera fortbetrieben. 1921 erhielt die Gemeinde den neuen Namen České Cikánka. Nach dem Ende des Zweiten Weltkrieges begann die Firma Tohos in der ehemaligen Feilenfabrik mit der Produktion von Eishockeyschlägern. 1950 wurde České Cikánka nach Svratka umgemeindet und dem Okres Hlinsko zugeordnet. Seit 1960 gehört das Dorf zum Okres Žďár nad Sázavou. In den 1980er Jahren entstand das Hotel Svratka. Im Wald östlich des Dorfes wurde in den Jahren 2005–2006 die Abwasserkläranlage der Stadt Svratka errichtet.
Heute ist Česká Cikánka ein Erholungsort. Am Hang des Karlštejn befindet sich oberhalb des Hotels Svratka ein Skihang mit Lift und Beschneiungsanlage. Der Golfclub Svratka 1932 unterhält in der Nähe des Hotels eine 9-Loch-Anlage.

## Gemeindegliederung
Zu České Cikánka gehören die Ansiedlung Noviny und die Wüstung Fixův Mlýn. Der Ortsteil bildet einen Katastralbezirk.

## Sehenswürdigkeiten
- Naturdenkmal Zkamenělý zámek (Alt Karlstein), die von Wällen umgebene Felsgruppe diente wahrscheinlich zu Kriegszeiten als Zufluchtsort. Für die Existenz einer Burganlage fehlen sowohl schriftliche Nachweise als auch jegliche Spuren von Mauerwerk.
- Schloss Karlštejn, oberhalb des Dorfes auf dem gleichnamigen Berg

## Söhne und Töchter des Ortes
- Petr Matěj Fischer (1809–1892), böhmischer Unternehmer, Mäzen, Bürgermeister von Smíchov und Sokolfunktionär